# 南つくし野
南つくし野（みなみつくしの）は、東京都町田市の町名。現行行政地名は南つくし野一丁目から四丁目。郵便番号は194-0002。

## 地理
町田市の南部に位置する。
東はつくし野三丁目、南東は神奈川県横浜市緑区、南と南西は小川七丁目、西は小川六丁目、北西は小川四丁目、北はつくし野二丁目と接している。

### 地価
住宅地の地価は、2014年（平成26年）1月1日の公示地価によれば、南つくし野2丁目5番4の地点で19万1000円/m2となっている。

## 歴史

### 地名の由来
東急田園都市線のつくし野駅の南にあったことによる。

### 沿革
- 1971年（昭和46年）11月2日 - 大字 小川の一部から、南つくし野一〜四丁目を新設。

## 世帯数と人口
2018年（平成30年）1月1日現在の世帯数と人口は以下の通りである。
| 丁目             | 世帯数    | 人口    |
| ---------------- | --------- | ------- |
| 南つくし野一丁目 | 434世帯   | 1,087人 |
| 南つくし野二丁目 | 803世帯   | 1,966人 |
| 南つくし野三丁目 | 633世帯   | 1,451人 |
| 南つくし野四丁目 | 498世帯   | 1,227人 |
| 計               | 2,368世帯 | 5,731人 |

## 小・中学校の学区
市立小・中学校に通う場合、学区は以下の通りとなる。
| 丁目             | 番地 | 小学校                   | 中学校                 |
| ---------------- | ---- | ------------------------ | ---------------------- |
| 南つくし野一丁目 | 全域 | 町田市立南つくし野小学校 | 町田市立つくし野中学校 |
| 南つくし野二丁目 | 全域 | 町田市立南つくし野小学校 | 町田市立つくし野中学校 |
| 南つくし野三丁目 | 全域 | 町田市立南つくし野小学校 | 町田市立つくし野中学校 |
| 南つくし野四丁目 | 全域 | 町田市立南つくし野小学校 | 町田市立つくし野中学校 |

## 交通

### 鉄道
東急電鉄
 田園都市線　：　すずかけ台駅

### 路線バス
神奈川中央交通（神奈中）により、以下の路線が運行されている。
- 町85：すずかけ台駅 - 町田ターミナル・バスセンター
- 町83：つくし野駅 - 柳谷戸 - 町田ターミナル・バスセンター
- つ01：つくし野駅 - 柳谷戸 - 成瀬駅 - 成瀬台
- つ03：つくし野駅 - 柳谷戸 - 成瀬駅 - 東玉川学園四丁目

### 主な道路
- 国道246号 - 南つくし野との境界に接して神奈川県横浜市緑区を通る
- やなぎ通り
- 町谷原通り
- すずかけ大通り
  - 馬の瀬橋（東急田園都市線）
- 福寿院通り

## 施設
教育
- 小学校
  - 町田市立南つくし野小学校
- 中学校
  - 町田市立つくし野中学校

郵便局
- 町田南つくし野郵便局

金融機関
- 城南信用金庫 すずかけ台支店

公園
- つばき公園
- 南つくし野こうま公園
- 南つくし野さくら公園
- 南つくし野やなぎ公園